# Chiesa di Santa Maria di Gesù (Alcamo)
La chiesa di Santa Maria di Gesù è una chiesa ubicata nella città di Alcamo, in provincia di Trapani.

## Storia

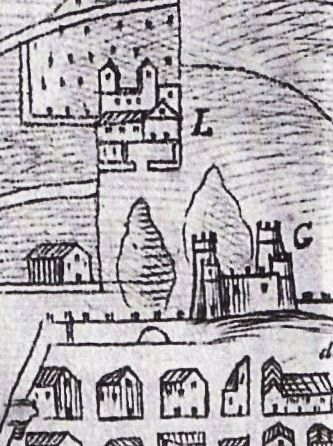
La chiesa di Santa Maria di Gesù in una stampa del 1770. È visibile anche il castello dei Conti di Modica, a ridosso delle mura.

La chiesa di Santa Maria di Gesù fu fondata secondo alcune fonti intorno al 1450 dal beato Arcangelo da Calatafimi, dopo la fondazione dell'attiguo convento dei padri Minori Osservanti (detto convento di Santa Maria di Gesù) da parte dello stesso beato Arcangelo per mandato del beato Matteo Guimerà. Altre fonti spostano la data di fondazione della chiesa alla fine del XV secolo..
Risale infatti al 1484 il testamento di Giovanni di Sanclemente, un nobile d'origine catalana, castellano del castello di Alcamo in cui espresse la volontà di essere seppellito nella chiesa, disponendo legati per la sua costruzione.
Inizialmente tale chiesa si trovava fuori dalle mura cittadine, in aperta campagna.
Intorno al 1500 la chiesa dava il nome ad una porta delle mura difensive della città, detta appunto "Porta di Gesù".
Nel 1507 la chiesa subì un rifacimento ed ingrandimento, finanziato dai signori di Alcamo Fadrique Enríquez de Velasco e Anna Cabrera Ximénez (sua consorte). Questa data viene interpretata da altre fonti come la data di completamento dell'opera architettonica. Allo stesso tempo si procedette al restauro del convento. Tra il 1762 ed il 1776, per volontà del padre Lorenzo da Casteltermini, subì un successivo ampliamento, testimoniato dallo storico Ignazio De Blasi.
Nel 1920 la chiesa fu intitolata parrocchia autonoma dal vescovo di Mazara.
Al 1960 risale un'opera di ristrutturazione del convento, a cui ne seguì un'altra nel 1984. Infine, nel 1997 vennero svolti dei lavori di restauro dell'area presbiteriale: sono stati rinnovati l'altare (arcuato che rimanda al sepolcro di Gesù), l'ambone, il fonte battesimale, il candelabro e la sede presidenziale, su progetto dell'architetto Vincenzo Settipani. Lo stesso ha provveduto anche al restauro degli affreschi e della Via Crucis, oltre alla progettazione del nuovo impianto di illuminazione che è stato adeguato alle attuali norme legislative.

## Opere
Il portale di ingresso alla chiesa, realizzato nel 1507 in marmo di Carrara, è stato comprato da Luigi Enriquez e Anna Cabrera (proprietari a quel tempo del castello dei Conti di Modica) ed è attribuito a Bartolomeo Berrettaro, scultore italiano vissuto tra la fine del XV secolo e l'inizio del XVI secolo; altri studiosi lo attribuiscono a Giuliano Mancino.
Un tempo sull'altare maggiore della chiesa era presente un affresco del XVI secolo del pittore Giovan Leonardo Bagolino dedicato alla Visitazione della Beata Vergine, successivamente spostato in una parete dietro l'abside.
Sulla volta si trova un affresco che rappresenta l'Assunzione, opera di Leopoldo Messina: questo ha sostituito il precedente affresco realizzato da Carlo Righetti e che rappresentava l'Immacolata, sul modello di Murillo; lo stesso Messina ha pure dipinto l'affresco che raffigura San Francesco nell'atto di contemplare Gerusalemme (1944), che ha sostituito quello precedente di Carlo Righetti e che rappresentava Duns Scoto teologo dell'Immacolata Concezione; gli altri tre affreschi sulla vita di san Francesco d'Assisi, furono dipinti dal padovano Carlo Righetti nel 1901.
Essi rappresentano: San Francesco in partenza per la Terrasanta, San Francesco manda i frati a predicare il Vangelo in terre lontane e San Francesco dinanzi al Sultano di Damiata.
Nel battistero, a sinistra, ci sono una piccola statua in marmo di San Giovanni Battista di Giuliano Mancino (inizio secolo XVI) e due medaglioni in marmo (l'Annunziata e San Gabriele) della scuola di Gagini.
All'interno della chiesa sono presenti:
- Acquasantiera in marmo, risalente al XVI secolo, entrando a destra
- Statua in marmo di santa Maria di Gesù, probabile opera di Bartolomeo Berrettaro e Giuliano Mancino, all'altare maggiore
- Madonna con San Filippo Neri, santa Lucia e santa Caterina d'Alessandria, tela di Tommaso Pollaci (1788), sulla parete accanto l'altare maggiore
- La Madonna in trono tra san Francesco e santa Chiara, tela attribuita a Tommaso Pollaci (1788)
- Crocifisso in legno del secolo XVIII, nel primo altare a sinistra; sul modello di altri esemplari realizzati da Benedetto Valenza
- San Francesco d'Assisi, statua lignea del 1912, opera di Giovanni Piscitello, da Palermo
- Custodia Eucaristica marmorea di Baldassare Massa del 1557, indorata da Giovan Leonardo Bagolino: raffigura il Padre Eterno, san Francesco, sant'Antonio; alla base Gesù con gli Apostoli nell'Ultima Cena; si trova nella cappella a destra vicino all'entrata.
- Madonna delle Grazie o Madonna greca (1515):[6] dipinto attribuito al pittore palermitano Pietro Ruzzolone e commissionato da Federico Enriquez e Anna I Cabrera, che rappresenta la Madonna della Grazia con il bambino Gesù in braccio, ai lati san Francesco d'Assisi e san Benedetto e in ginocchio tre paggi vicini al conte Federico Enriquez e tre damigelle accanto ad Anna I Cabrera.[1] Tale dipinto fu oggetto di restauro nel 1855.[5]Nel primo altare a destra.Ai piedi c'è un'urna in vetro, in cui si trovano le spoglie del beato Arcangelo da Piacenza, provenienti dalla Chiesa di San Michele Arcangelo di Calatafimi e qui sistemate nel 1961.[1] Su una parete laterale è inoltre visibile la pietra tombale del beato Arcangelo, con il libro delle Regole e dell'Ossevanzatra le mani.[7]
- Sant'Antonio da Padova, statua in legno d'ignoto autore
- Via Crucis (14 stazioni), opera di Fra Felice da Sambuca (1785-1786)

- Statuetta dell'Immacolata del secolo XVIII, in marmo e in stile barocco, sullo stile di Murillo
- Santa Lucia, statua in legno policromo d'ignoto autore del XVI secolo; proviene dalla omonima chiesetta extraurbana
- Croce lignea con lavori in intarsio di madreperla (1830)

Nella controfacciata ci sono due monumenti funebri in marmo, realizzati in stile barocco: uno è quello di Giovan Franceso Aversa, barone di Bellavilla, morto da giovane nel 1649, e l'altro di Leonardo Aversa, barone e presbitero, morto nel 1658.
Il Cenotafio, in stile rococò e datato 1755, appartiene al barone Nicolò Pastore, padre di Felice Pastore; le sue ceneri furono esumate e trasferite nella cappella all'interno della Pia Opera Pastore dal figlio.
Gioacchino di Marzo documenta una cappella e arco marmorei commissionati a Giovanni Battista Vernazza nel 1519, opere non più esistenti.
Nella sacrestia si trova una statua lignea raffigurante san Pasquale Baylon, opera di Giovanni Stellino (1835), mentre nel convento si trovano una bella statua lignea di Sant'Antonio Abate (d'ignoto autore locale del XVI secolo) e un'antica tela di San Bernardino da Siena.

### Opere scomparse
- Tela di San Diego di Alcala (1591), attorniata da alcuni quadretti che raffiguravano alcuni miracoli fatti dal santo: restaurata nel 1969 e rubata nel 1979.
- Addolorata (o Madonna della Confusione), tela di Giuseppe Renda realizzata nel 1798 e rubata nel 1979.

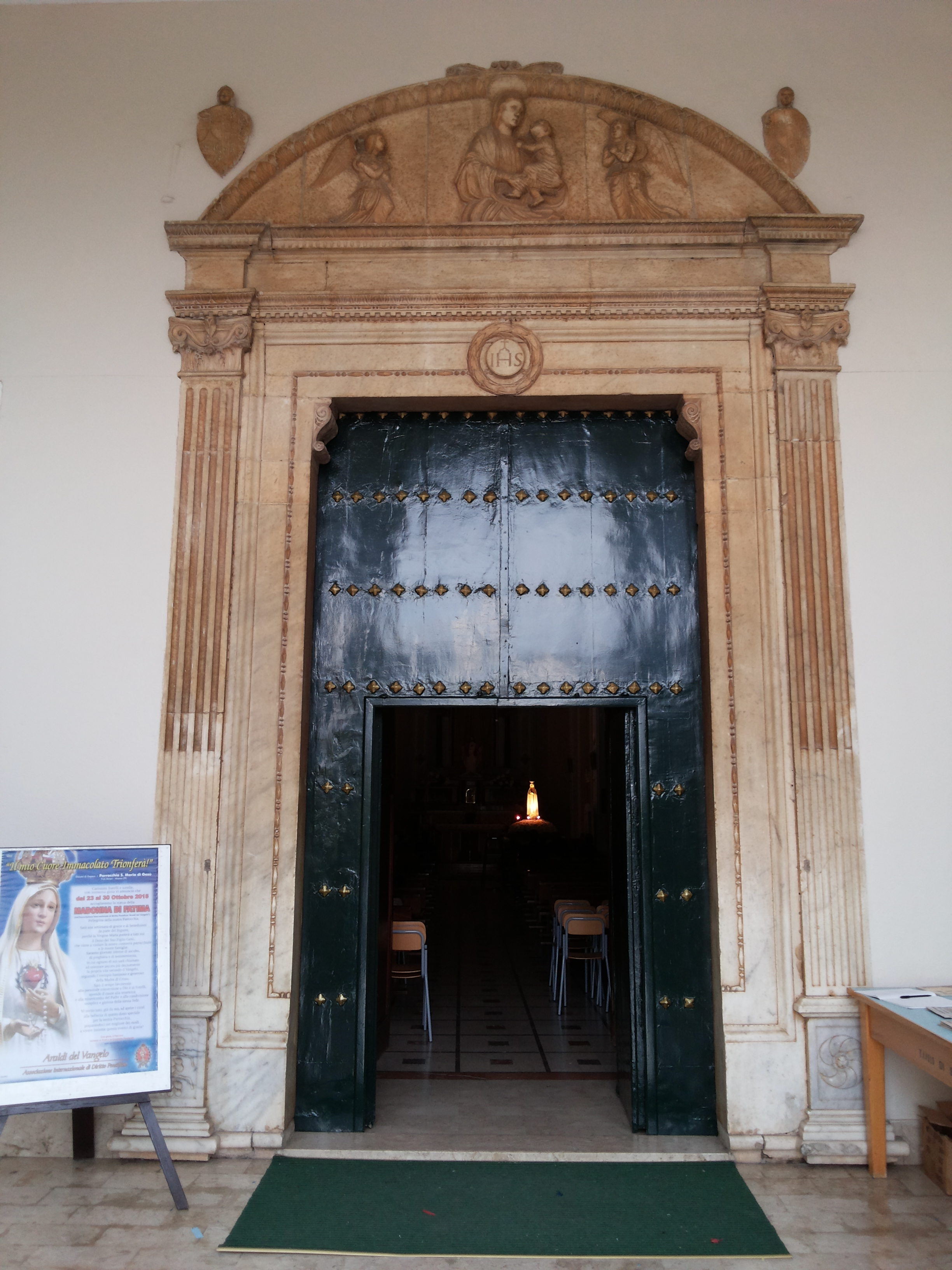
Portale d'ingresso
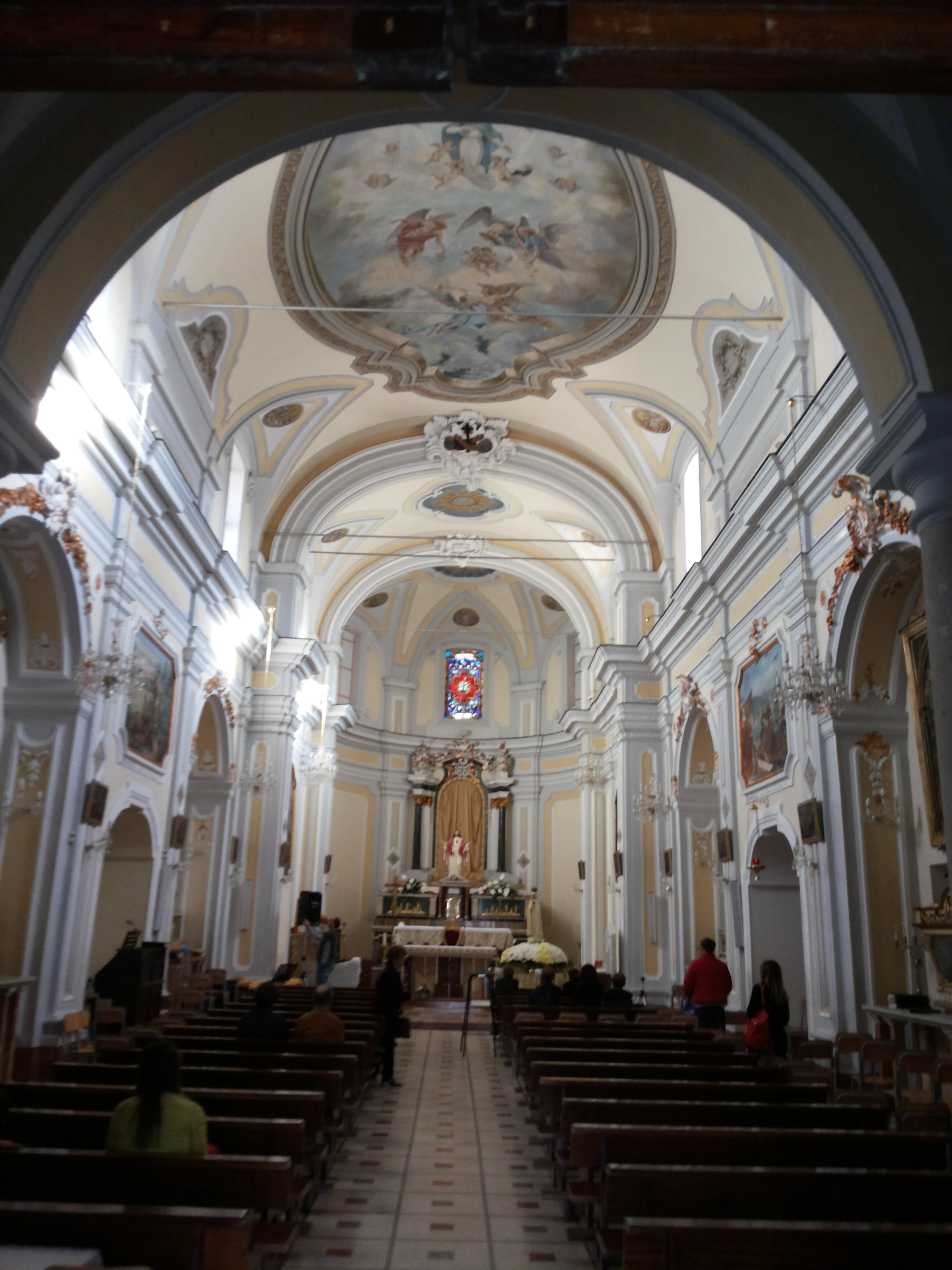
Interno della chiesa
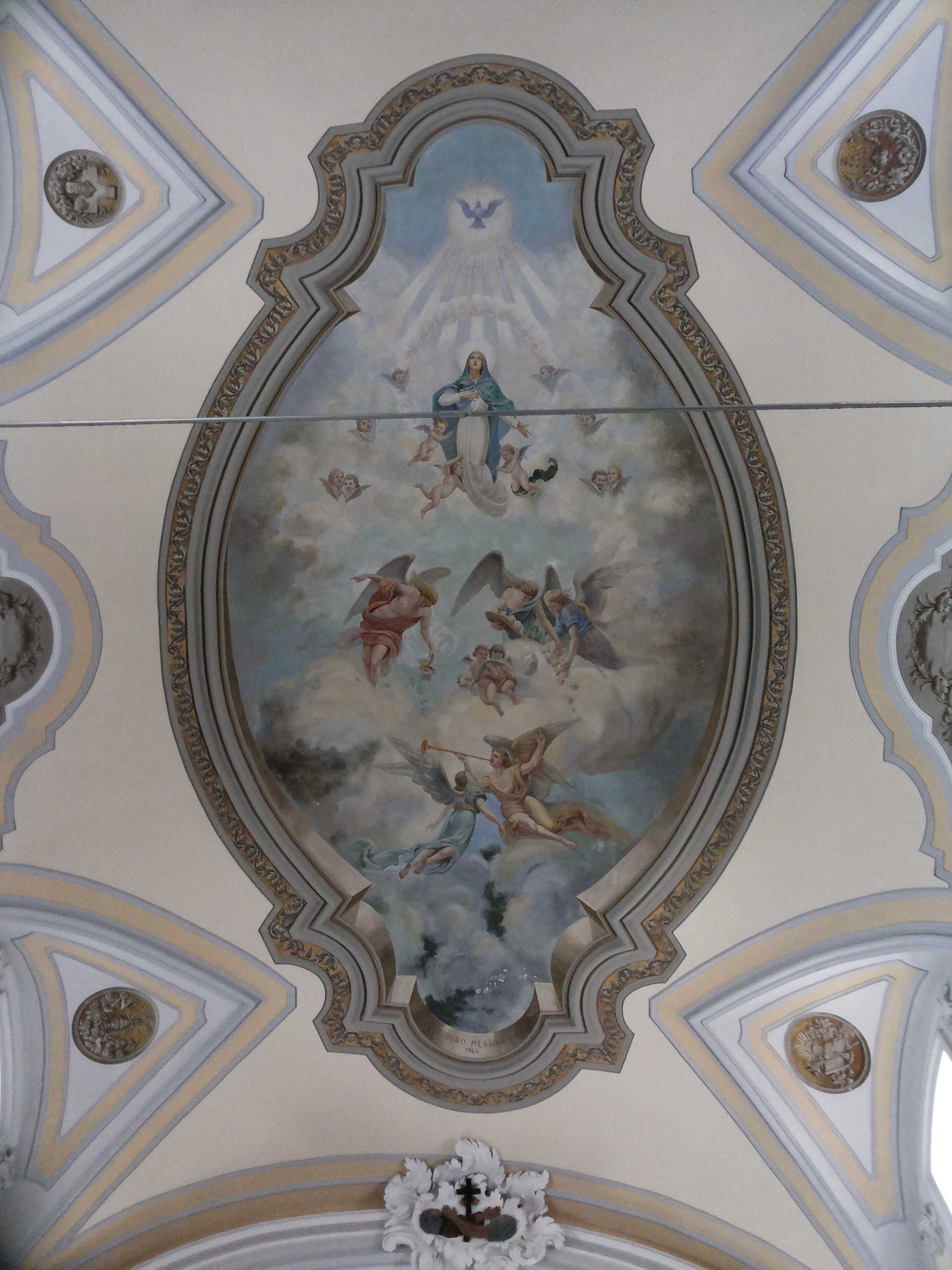
Affresco sulla volta dedicato all'Assunzione di Maria
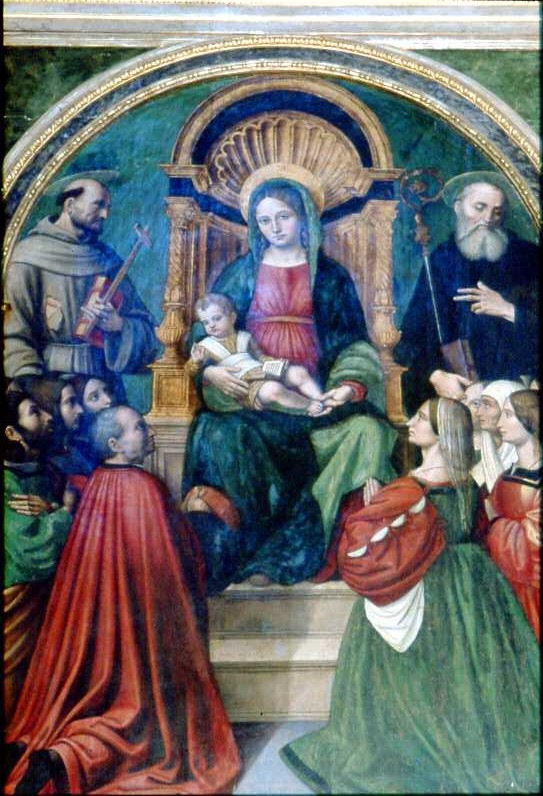
Madonna delle Grazie o Madonna greca
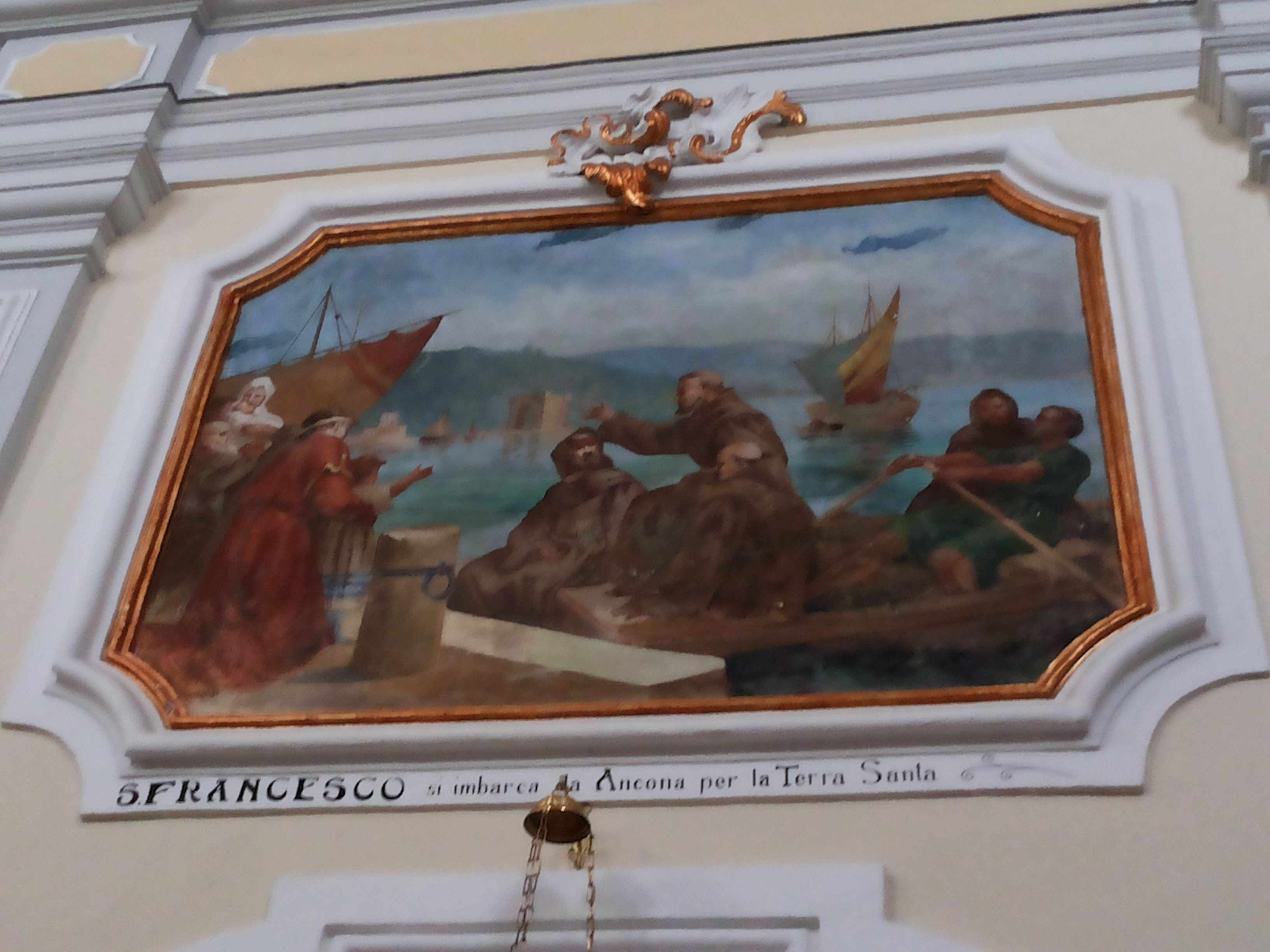
San Francesco si imbarca da Ancona per la Terra Santa
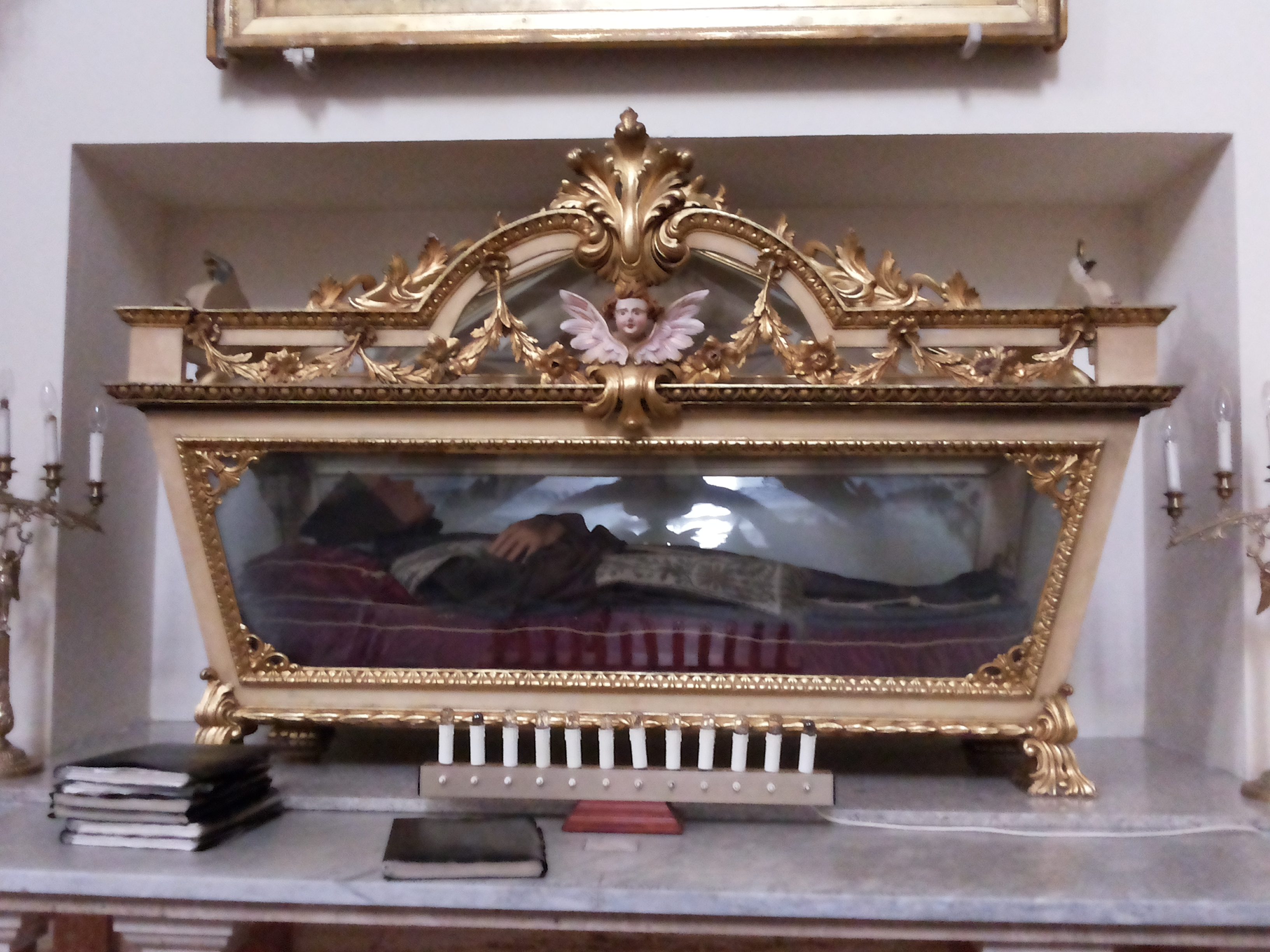
Urna con le spoglie del Beato Arcangelo Placenza da Calatafimi
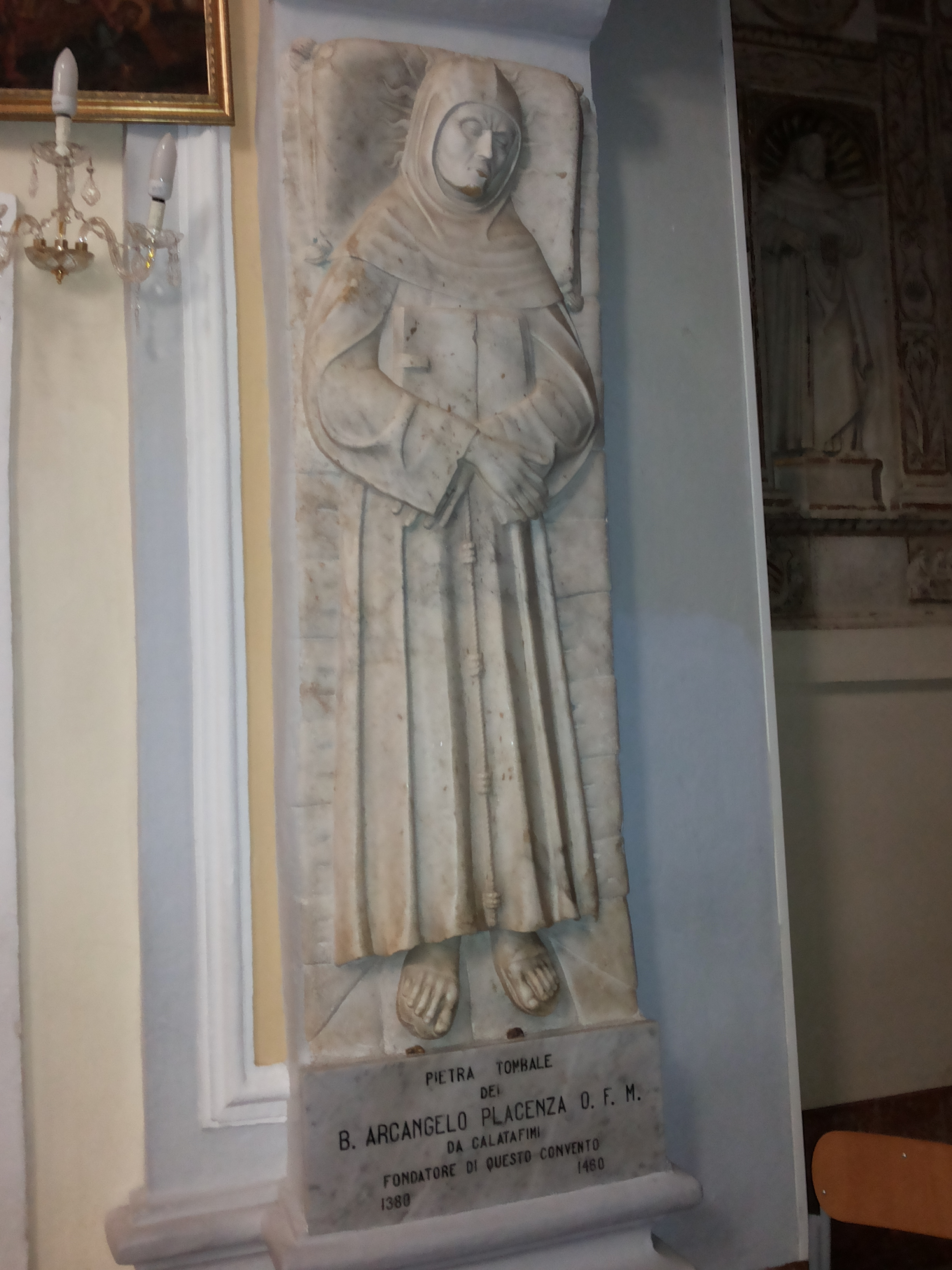
Pietra tombale del beato Arcangelo Placenza da Calatafimi
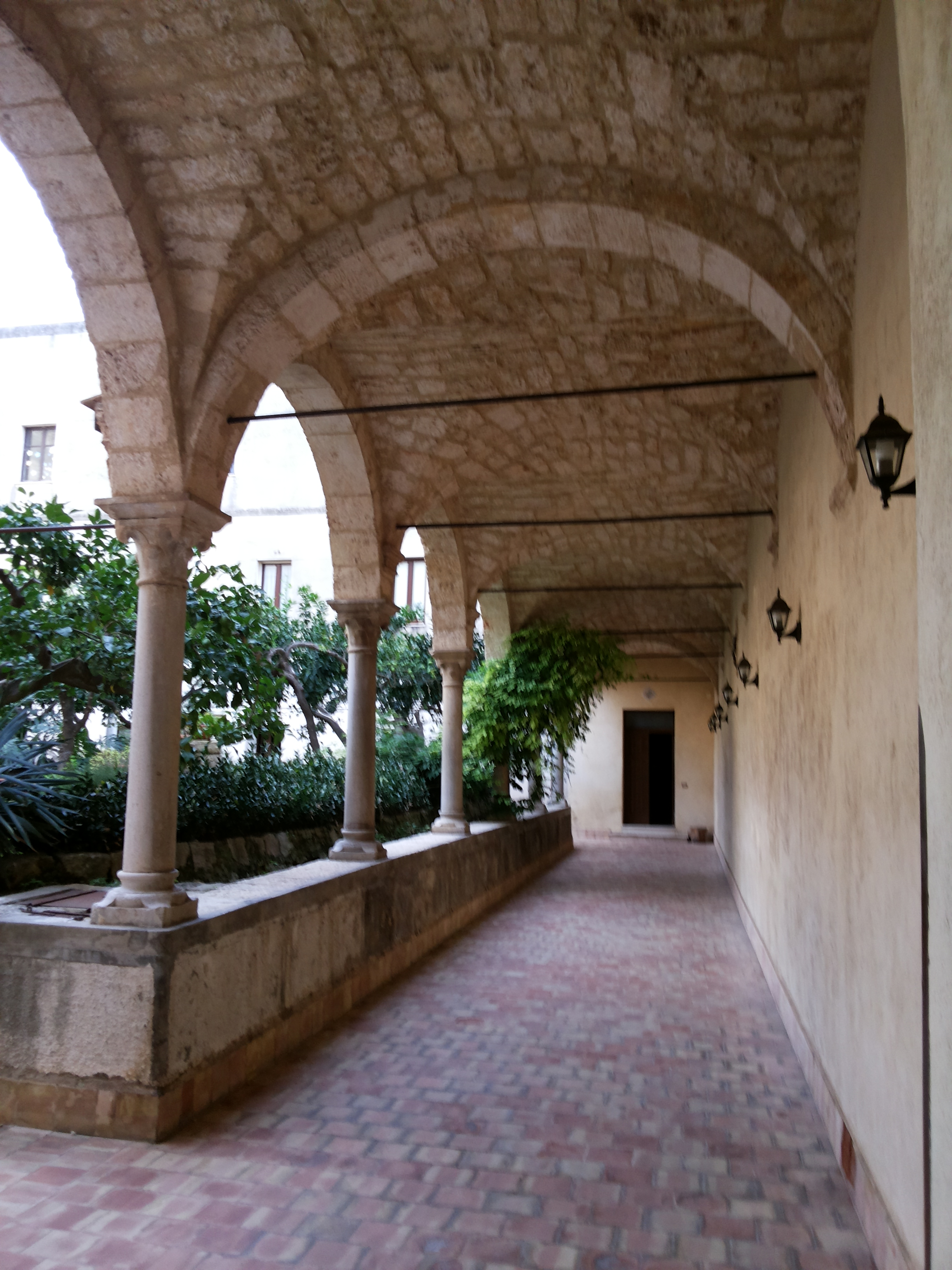
Chiostro del convento